# Aja Naomi King
Aja Naomi King (Los Angeles, 11 januari 1985) is een Amerikaanse film- en televisieactrice. Zij is bekend is door haar rol als Michaela Pratt in How to Get Away with Murder. Ze begon haar carrière in gastrollen op televisie, en speelde de hoofdrol als Cassandra Kopelson in medische komedie-drama Emily Owens, M.D.
Ze speelde ook in de films Four (2012) en Reversion (2015). In 2016 speelde ze Cherry Turner in de historische film The Birth of a Nation (2016) en het jaar daarop was ze te zien in het komedie-drama The Upside (2017).

## Opleiding
Aja Naomi King kreeg een Bachelor in drama aan de Universiteit van Californië in Santa Barbara, en een Master in drama aan de Yale-universiteit. Tijdens haar opleiding aan Yale nam ze deel aan een aantal producties, zoals  A Midsummer Night’s Dream, Little Shop of Horrors en Angels in America.

## Carrière
Aja Naomi King verscheen  in het begin van haar carrière in verschillende korte films. In 2010 maakte ze haar televisiedebuut door te verschijnen in één aflevering van de serie Blue Bloods;  ze nam verder deel aan andere series zoals Person of Interest, The Blacklist en Deadbeat.
In 2011 kreeg ze een kleine rol in de komedie Damsels in Distress met de Amerikaanse actrice Greta Gerwig. Ze brak door in de dramatische komedie Dr. Emily Owens, met de rol van Cassandra Kopelson,  de vijand van de titelfiguur. De serie werd  door het kanaal The CW in 2013 al na één seizoen geannuleerd.
In 2013 speelde Aja Naomi King mee in twee onafhankelijke films. Ze speelde Abigayle, de dochter van Wendell Pierce's personage, in het onafhankelijke drama Four, dat werd uitgebracht op 13 september 2013. Samen met haar mede-acteurs won ze een Los Angeles Film Festival Award voor beste prestatie door een ensemble voor haar rol in deze film.
Ze verscheen ook naast Laverne Cox en Britne Oldford in de film 36 Saints. In 2014 had ze een ondersteunende rol in de romantische komedie The Rewrite, met in de hoofdrol Hugh Grant en Marisa Tomei. De film werd opgenomen in 2013, maar werd in 2015 in de bioscoop uitgebracht in de Verenigde Staten.
In 2015 had Aja Naomi King voor het eerst een hoofdrol, en wel in de sciencefictionthriller, Reversion. De film had een beperkte bioscooprelease op 9 oktober 2015.
Hetzelfde jaar werd ze gecast als de vrouwelijke hoofdrol in de historische dramafilm The Birth of a Nation, gebaseerd op het verhaal van de slavenopstand in 1831 onder leiding van Nat Turner. Ze speelde de vrouw van Nat Turner, Cherry. De film ging in première in een competitie op het Sundance Film Festival op 25 januari 2016 en kreeg positieve recensies van critici.
Het optreden van Aja Naomi King werd ook goed ontvangen. Het blad Variety plaatste haar op de lijst van een van de 'Biggest Breakthrough Performances' op Sundance King werd op de shortlist geplaatst als mogelijke kandidaat voor de Academy Award voor beste vrouwelijke bijrol, maar werd niet genomineerd. Ze werd genomineerd voor een NAACP Image Award voor beste vrouwelijke bijrol in een film voor haar rol. Ze ontving de Rising Star Award tijdens het 10e jaarlijkse Essence Black Women In Hollywood-evenement in februari 2017.
In 2017 verscheen King tegenover Kevin Hart, Bryan Cranston en Nicole Kidman in The Upside, een remake van de Franse film Intouchables uit 2011.
Later dat jaar werd ze gecast in de hoofdrol van de Somalische activiste Ifrah Ahmed in de biopic A Girl from Mogadishu.  In 2020 verscheen ze in de dramafilm Sylvie's Love, tegenover Tessa Thompson en Nnamdi Asomugha.
King speelde later een vrouwelijke hoofdrol in de historische dramafilm The 24th over de rellen in Houston in 1917, geregisseerd door Kevin Willmott. King zal hierna de hoofdrol spelen tegenover Michael Shannon in Shriver

## Filmografie

### Film
- 2008: Gloria Mundi - Dancer
- 2010:  A Basketball Jones - Sara Walker
- 2010: Eve - Celebrity
- 2011: Damstels in Distress - Positive Polly
- 2012: Love Synches - Selene
- 2013: 36 Saints - Joan
- 2013: Four - Abigayle
- 2014: The Rewrite - Rosa Tejeda
- 2015: Reversion - Sophie Clé
- 2016: The Birth of a Nation - Cherry Turner
- 2017: The Upside - LactriceAja Naomi King als Ifrah Ahmed in A Girl from Mogadishu

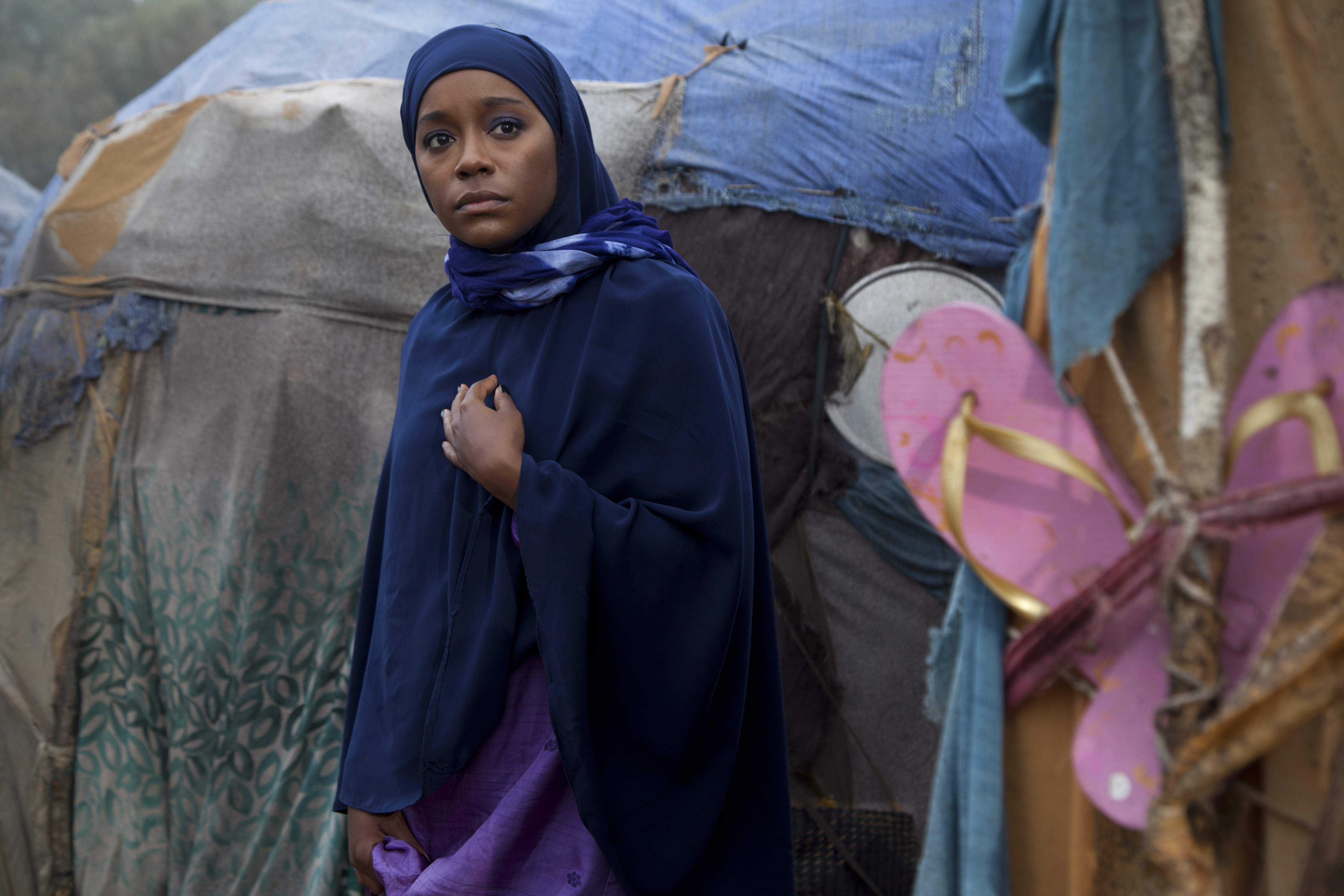
Aja Naomi King als Ifrah Ahmed in A Girl from Mogadishu

- 2019: A Girl from Mogadishu - Ifrah Ahmed
- 2020: Sylvie's Love - Mona
- 2020: The 24th - Marie

### Televisie
- 2010: Blue Bloods - Denise
- 2012: Person of Interest - Lisa
- 2012-2013: Emily Owens M.D. - Cassandra Kopelson
- 2013: The Blacklist - Elysa Ruben
- 2014: Deadbeat - N'Cole
- 2014: Black Box - Ali Henslee
- 2014-2020: How to Get Away with a Murder - Michaela Pratt
- 2015: BoJack Horseman - BoJack (stem)
- 2018: How to get away with murder - Michaela Pratt
- 2019: A Black Lady Sketch Show - Recluse